# Vaterpolo na Mediteranskim igrama 2013.
Vaterpolski turnir na MI 2013. održan je od 19. do 26. lipnja na bazenu Macita Ozcana u Mersinu u Turskoj. Branitelj naslova bila je srbijanska reprezentacija. Održan je jedino muški turnir. Svoje prvo sredozemno zlato sa svim je pobjedama na svoj Dan državnosti osvojila Hrvatska. Tako je Svjetski kup ostao jedino veliko natjecanje na kojem Hrvatska nikada nije osvojila zlato. Zlato na ovom turniru prvo je odličje pod palicom izbornika Ivice Tucka.

## Sastavi
- Grčka: Alexandros Evgenios Gounas, Angelos Vlachopoulos, Christodoulos Kolomvos, Christos Afroudakis, Emmanouil Mylonakis, Evangelos Delakas, Ioannis Fountoulis, Konstantinos Galanidis, Konstantinos Genidounias, Konstantinos Gouvis, Konstantinos Mourikis, Konstantinos Tsalkanis, Kyriakos Pontikeas
- Srbija: Nikola Eškert, Dušan Vasić, Nemanja Matković, Sava Ranđelović, Viktor Rašović, Marko Manojlović, Ognjen Stojanović, Miloš Maksimović, Draško Gogov, Milan Vitorović, Dimitrije Obradović, Đorđe Tanasković, Vojislav Mitrović
- Italija: Matteo Aicardi, Marco Del Lungo, Maurizio Felugo, Niccolà Figari, Pietro Figlioli, Deni Fiorentini, Valentino Gallo, Alex Giorgetti, Nicolò Gitto, Amaurys Perez, Christian Presciutti, Olexander Sadovyy, Stefano Tempesti
- Francuska: Alexandre Camarasa, Arnaud Jablonski, Enzo Khasz, Jonathan Moriame, Loris Jeleff, Manuel Laversanne, Mathieu Peisson, Mehdi Marzouki, Michael Bodegas, Raphael Pirat, Remi Garsau, Remi Saudadier, Thibaut Simon
- Hrvatska: Josip Pavić, Marko Bijač, Nikša Dobud, Ivan Krapić, Andro Bušlje, Ivan Milaković, Luka Lončar, Sandro Sukno, Petar Muslim, Luka Bukić, Maro Joković, Paulo Obradović, Anđelo Šetka. Izbornik: Ivica Tucak.
- Španjolska: Inaki Aguilar, Ricard Alarcon, Daniel Cercols, Ruben de Lera, Albert Español, Joel Esteller, Pere Estrany, Francisco Fernandez, Xavier García, Daniel López, Blai Mallarach, Guillermo Molina, Xavier Valles
- Turska:

## Turnir

### Skupina A
| Nadnevak   | 1. momčad | Ishod | 2. momčad |
| ---------- | --------- | ----- | --------- |
| 19. lipnja | Grčka     | 12:3  | Srbija    |
|            | Italija   | 9:6   | Francuska |
| 21. lipnja | Grčka     | 12:6  | Francuska |
|            | Srbija    | 5:11  | Italija   |
| 22. lipnja | Grčka     | 8:5   | Italija   |
|            | Francuska | 7:3   | Srbija    |

|    | Tablica   | I | Pob. | Ner. | Por. | Pos. P | Prim. P | RP  | Bodovi |
| -- | --------- | - | ---- | ---- | ---- | ------ | ------- | --- | ------ |
| 1. | Grčka     | 3 | 3    | 0    | 0    | 32     | 14      | +18 | 6      |
| 2. | Italija   | 3 | 2    | 0    | 1    | 25     | 19      | +6  | 4      |
| 3. | Francuska | 3 | 1    | 0    | 2    | 19     | 24      | -5  | 2      |
| 4. | Srbija    | 3 | 0    | 0    | 3    | 11     | 30      | -19 | 0      |

### Skupina B
| Nadnevak   | 1. momčad | Ishod | 2. momčad  |
| ---------- | --------- | ----- | ---------- |
| 19. lipnja | Hrvatska  | 8:7   | Španjolska |
| 21. lipnja | Turska    | 3:13  | Španjolska |
| 22. lipnja | Turska    | 4:17  | Hrvatska   |

|    | Tablica    | I | Pob. | Ner. | Por. | Pos. P | Prim. P | RP  | Bodovi |
| -- | ---------- | - | ---- | ---- | ---- | ------ | ------- | --- | ------ |
| 1. | Hrvatska   | 2 | 2    | 0    | 0    | 25     | 11      | +14 | 4      |
| 2. | Španjolska | 2 | 1    | 0    | 1    | 20     | 11      | +9  | 2      |
| 3. | Turska     | 2 | 0    | 0    | 2    | 7      | 30      | -23 | 0      |

### Poluzavršnica
23. lipnja 2013.
- Grčka -  Španjolska 7:10
- Hrvatska -  Italija 7:5

### Utakmica za broncu
25. lipnja 2013.
- Grčka -  Italija 9:8

### Utakmica za zlato
25. lipnja 2013.
- Hrvatska -  Španjolska -  11:9 (2:3, 4:2, 3:3, 2:1)

Strijelci za Hrvatsku: Sukno 4, Joković 3, Šetka 2, Obradović 1, Muslim 1
| Pobjednici           |
| -------------------- |
| Hrvatska Prvi naslov |